# Mater Verborum
Mater Verborum — средневековый энциклопедический словарь, созданный в IX веке в Швейцарии, знаменитый вписанными в него подложными чешскими глоссами. Чешские глоссы были найдены филологом, писателем и деятелем чешского национального возрождения Вацлавом Ганкой в 1827 году и изданы им в 1833 году в алфавитном порядке чешских слов.

## Описание рукописи

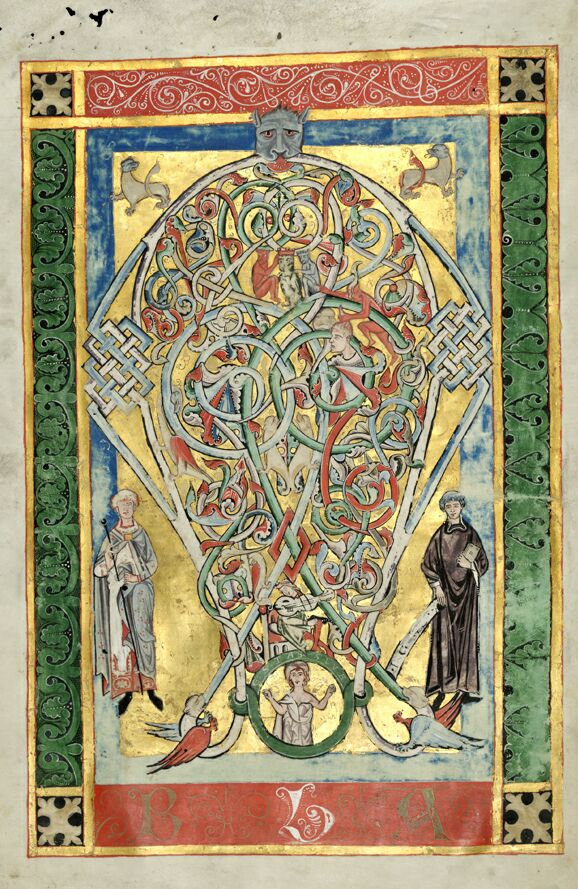
Рис. 1. Титульный лист «Mater Verborum»

Рукопись «Mater Verborum» была передана в дар библиотеке чешского Народного музея в 1818 году из Брезнецкой библиотеки графом Францем Антоном Коловратом-Либштейнским и представляет собой большой толстый фолиант в старом переплете из дубовых досок, обтянутых белой кожей.
На первой чистой странице имеется только отметка Брезницкой библиотеки. Всю другую страницу этого же листа занимает слово Abba (см. рис. 1). Ветви, из которых составлена первая буква, различных красок, оживлены листьями и животными (обезьяны, сова, львы и т. д.). В орнаментике находим также скрипача и в круглом медальоне грудной портрет надписью Estas Siva. Первые исследователи видели в этом портрете изображение языческой богини Живы с колосьями в руках, однако в 1877 году Антонин Баум высказал сомнения в подлинности подписи, отметив, что портрет изображает юношу с геральдическими лилией и трилистником в руках.
Рукопись начинается словами ABBA.NON.EST.ET.SIFNIFICAT.IN.LATINVM.PATER… На каждой странице рукописи три столбца по 51 строчке и содержит 242 листа, несколько листов были вырваны. Состоит же рукопись собственно из двух словарей с полной латинской азбукой (A-Z) и из начала третьего.
Первый из них — это словарь Саломона (лат. Vocabularius Salomonis), составленный под руководством аббата санкт-галленского монастыря Саломона III в конце IX века. Это обширное энциклопедическое произведение, в котором по алфавитному порядку объясняются латинские, греческие и еврейские слова, использовалось вплоть до XVI века как пособие при чтении латинских авторов (церковных и римских классиков). Рукописи этого словаря обычно дополнялись на полях объяснениями на латинском и немецком языках, которые при следующих переписываниях включались в основной текст. Текст словаря по одной из рукописей был издан в Аугсбурге в 1472—1474 годах (далее — печатный экземпляр).
Второй словарь много короче первого, не состоит в связи с первым и иногда ему противоречит. Третий словарик содержит только имена, относящиеся к душе и частям тела.

## Датировка

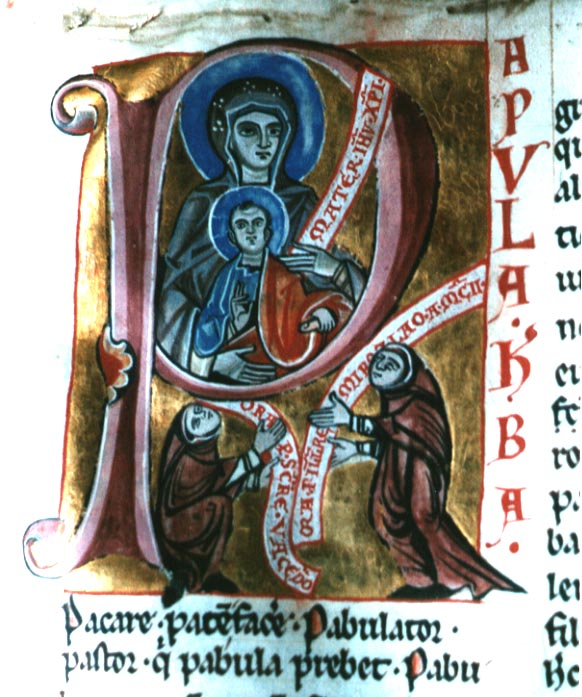
Рис. 2. Буква P второй азбуки

Буква P второй азбуки украшена изображением Богоматери с младенцем и двух монахов. Подписи на свитках, изображенных в руках монахов, сообщали, что рукопись написана Вацерадом и проиллюстрирована Мирославом в MCII году. Вацлав Ганка этот год идентифицировал как 1102, затем Павел Йозеф Шафарик и Франтишек Палацкий заметили над C черту, которая по правилам немецкой скорописи означала удвоение C, и датировали рукопись 1202 годом. Наконец, Йосеф Эмлер отметил, что подобные правила сокращения не использовались в средние века. При ближайшем рассмотрении оказалось, что белая краска, которой теперь выведены свитки, совершенно отлична от используемой в других миниатюрах, и поэтому подписи признаны позднейшей подделкой. По косвенным признакам рукопись датирована XIII веком.

## Чешские глоссы

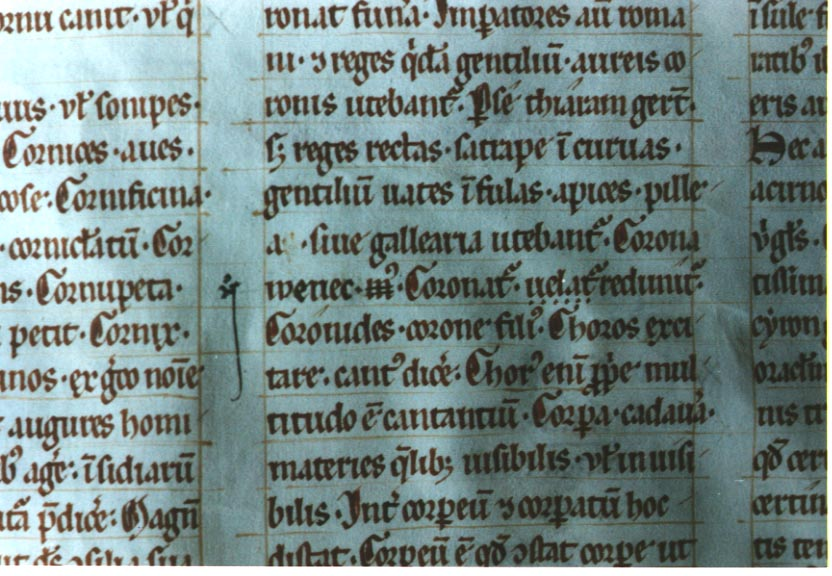
Рис. 3. Глосса «Věnec» (wenec)

Главную ценность рукописи составляют около тысячи чешских глосс, доставляющих важнейшие сведения о древнечешском языке. Большинство из этих глосс приписано между строк, но некоторые вплетены в основной латинский текст. Чешские глоссы были найдены 14 июня 1827 году Вацлавом Ганкой, который по просьбе кёнигсбергского профессора Эберхарда Готлиба Граффа подыскивал в Музее словари с немецкими глоссами, и опубликованы в 1833 году. Палеографический разбор был проведен лишь в 1878 году. Адольфом Патерой. Он заметил, что большинство чешских глосс сфабриковано из латинских, при тщательном рассмотрении видны следы подчисток, различия оттенков старых и новых чернил, смешение в одной глоссе букв, относящихся по начертанию к различным периодам, и проч. Рассмотрим, например, глоссу «Věnec» (см. рис. 3). В печатном экземпляре вместо этой глоссы значится: coronamus velamus, в рукописи, видимо, — coronam9 uelam9. Corona осталось, из m9 сделано w, e приписано, из букв la, которые были частично выскоблены, сделано c, m9 оставлено, но зачеркнуто. На фотографии хорошо видна разница в цвете старых и новых чернил.
Патера счёл поддельными 848 глосс, а 339 — подлинными. Написания слов вполне соответствуют представлениям о древнечешском языке XIII столетия, которые в начале XIX века можно было почерпнуть из сочинений Франтишека-Яна Томсы, Йосефа Добровского и Вацлава Ганки и которые впоследствии не были существенно пересмотрены. Исключение доставляет, например, слово sesti, приемлемое по мнению академика Измаила Срезневского, и невозможное по мнению академика Игнатия Ягича. Дело же в том, что по Добровскому
«Сестра <произошла> через прибавление ра от сест; … ср. нем. Schwester».
Из подложных глосс можно выделить лишь сотню слов, не встречающихся в древних памятниках и современном чешском языке. Из этой сотни значительная часть встречаются лишь в Краледворской и Зеленогорской рукописях, найденных тоже Ганкой. В 1830-х годах это рассматривалось как подтверждение подлинности этих рукописей, после разбора Патеры — как важнейшее доказательство их подложности.
В целом, анализ А. Патеры вынудил большинство славистов признать чешские глоссы «Mater Verborum» малонадёжным источником. Даже академик И. И. Срезневский согласился признать подчистки и приписки, отмечая, что фальсификатор был блестящим знатоком предмета, равным Добровскому. В печати прямые обвинения в адрес Ганки последовали от академика В. И. Ламанского. Он же отметил неприглядную роль Шафарика и Палацкого, которые не могли не видеть подчисток при подготовке нового издания «Mater Verborum» в 1840 году, однако почли за благо промолчать даже о весьма странных грамматических формах в латинских предложениях, получившихся после подчисток.
Анализ Патеры стал важным шагом на пути признания подложности древнечешских рукописей, найденных Ганкой; первым шагом на этом пути было признание новейшим подлогом «Любовной песни короля Вацлова» решением особой комиссии Чешского музея 1857 года, созванной по настоянию Юлиуса Фейфалика, последним — падение Краледворской и Зеленогорской рукописей.

## Чешские глоссы в XX веке
В «Mater Verborum» помянуты многие языческие славянские божества, как известные по другим источникам (например, Радегаст, Триглав), так и неизвестные (например, Сытиврат), и им сопоставлены римские боги. Прия была названа Афродитой, а Венера переводилась именем Лады.
В первой половине XIX века эти данные не были оценены, поскольку в те времена были ещё в употреблении обширные опусы о славянских богах, подобные «Сокровищам Ретры» Андреаса Готтлиба Маша. «Умеренные» сведения, которые сообщает о язычестве «Mater Verborum», прекрасно ложатся на представления, возникшие в конце XIX века после критического осмысления источников. Вероятно, ввиду этого обстоятельства и в современной научной литературе делаются попытки использовать эти глоссы как источник сведений по славянской мифологии.